# Puentecillas, Guerrero
Puentecillas är en ort i Mexiko.   Den ligger i kommunen Leonardo Bravo och delstaten Guerrero, i den södra delen av landet, 210 km söder om huvudstaden Mexico City. Puentecillas ligger 2 495 meter över havet och antalet invånare är 263.
Terrängen runt Puentecillas är kuperad åt nordost, men åt sydväst är den bergig. Puentecillas ligger uppe på en höjd. Runt Puentecillas är det ganska glesbefolkat, med 31 invånare per kvadratkilometer. Närmaste större samhälle är Chichihualco, 18,5 km öster om Puentecillas. I omgivningarna runt Puentecillas växer i huvudsak blandskog.